# 田辺熊一
田辺 熊一（たなべ くまいち、1874年（明治7年）1月25日 - 1940年（昭和15年）4月17日）は、日本の実業家・政治家。衆議院議員、新潟県西蒲原郡巻町長を務めた。

## 経歴
新潟県蒲原郡（後の西蒲原郡巻町、現新潟市西蒲区）で、古着商・田辺間吉の長男として生まれる。1897年、中央大学卒業。巻町役場臨時雇を経て、1898年2月、第4代巻町長に就任し、同年12月まで在任した。その後上京し、西蒲原郡出身の小柳卯三郎代議士の書生となり、東京法学院で学び、1901年に卒業した。その後、斎藤和平太代議士の指導を受けた。
1903年、新潟県会議員に当選。1908年5月、第10回衆議院議員総選挙で新潟県郡部から立憲政友会所属で出馬し当選。その後、第11回から第14回まで、第16回から第19回までの総選挙で当選し、衆議院議員を通算9期務めた。そのうち、第16回総選挙では、1930年1月11日に衆議院議員当選無効請求訴訟事件の判決が大審院で確定し議員を辞職している。また第19回総選挙では繰上補充で当選した。この間、鉄道会議議員、立憲政友会総務などを務めた。
また実業界では、日比谷平左衛門の知遇を得てその秘書となり、日清紡績に入社して、会計課長、取締役、常務取締役を歴任。その他、日本馬匹改良取締役、東武銀行監査役などを務めた。